# 표트르 마모노프

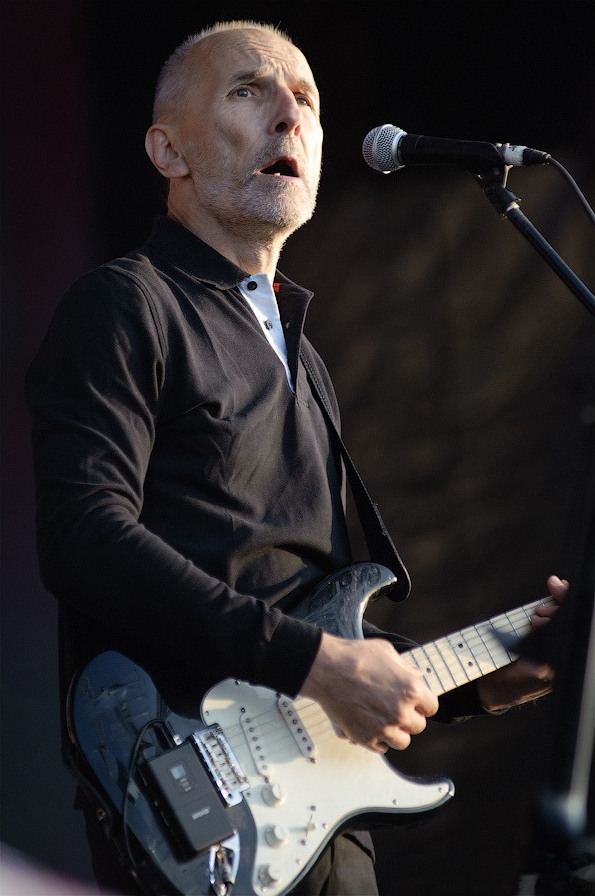

표트르 마모노프(Pyotr Mamonov, 1951년 4월 14일 ~ )는 소련의 배우, 가수, 기타 연주자, 음악가, 시인, 작사가이다.
모스크바에서 태어났다.

## 영화
- 차피토-쇼 (2010년)
- 차르 (2009년)
- 오스트로브 (2006년)
- 택시 블루스 (1990년)
- 이글라 (1988년)